# Cândido Lorenzo González
Dom Cândido Lorenzo González O. de M. (Santa María de Laroá - Xinzo de Limia, 23 de setembro de 1925 - São Raimundo Nonato, 17 de dezembro de 2019) foi um bispo católico e emérito da Diocese de São Raimundo Nonato. Faleceu em 17 de dezembro de 2019, devido à problemas ocasionados por uma infecção pulmonar.